# 1579 Herrick
1579 Herrick este un asteroid din centura principală de asteroizi.

## Descriere
1579 Herrick este un asteroid din centura principală de asteroizi. A fost descoperit pe 30 septembrie 1948 la Uccle de Sylvain Arend. El prezintă o orbită caracterizată de o semiaxă mare de 3,44 ua, o excentricitate de 0,13 și o înclinație de 8,8° în raport cu ecliptica.